# Mónica Zubczuk
Mónica Zubczuk es una pianista argentina de música clásica, nacida en Buenos Aires. También se desempeña como profesora en las cátedras de Piano y Lenguaje Musical en el Conservatorio Julián Aguirre de Bánfield.

## Biografía
Mónica Zubczuk se formó en el Conservatorio Julián Aguirre egresando del Profesorado Superior en Piano, siendo sus maestros Delia Cosentino y Oscar Cedeira.
También estudió en el Instituto Universitario Nacional del Arte, y con la pianista Ana Stampalia en el Conservatorio Nacional Carlos López Buchardo, obtuvo los títulos de Profesora de Artes en Música en el año 2001, profesora Superior de Música con especialidad en Piano en el año 2005 y Licenciada en Artes Musicales con Orientación en Instrumento en el año 2009.
Realizó estudios de perfeccionamiento con los maestros Antonio De Raco y Pía Sebastiani en Buenos Aires; María Inés Guimaraes doctorada en La Sorbona en París, y Stefano Mancuso en Italia. También estudió con el maestro catalán Jordi Mora, así como con Eduardo Hubert, Karin Merle y Edith Fischer en el ámbito del Teatro Colón.
Realizó conciertos como solista y junto a orquestas  en numerosas salas del  país y  el  exterior. Se destacan un Ciclo con Conciertos de Mozart y los Conciertos N 1 de Chopin y Liszt. Entre sus escenarios en Buenos Aires se encuentran el Teatro Colón, la Usina del  Arte, el Salón de Honor y Sala Argentina del CCK, la Fundación Beethoven, el Museo Fernandez Blanco, la Biblioteca Nacional, Bolsa de Comercio y Facultad de Derecho entre otros.
También  se ha  presentado en ciudades  del interior: Concepción del  Uruguay, Córdoba, Rosario, Tucumán, Mendoza, Neuquén, Bariloche, Junín y San Martín de los Andes.
Participó del 2.º y 3r Festival Internacional de Música de Buenos Aires (1997-98), del  Festival Martha Argerich 2002 , y del Tercer Festival Nacional de Pianistas de Mar del Plata 2011, con el honor de realizar el Concierto Homenaje a Manuel Rego en el Teatro Colón.  
También,  formó  parte  como intérprete y conferencista en 2010 y 2014  respectivamente, de  los  dos  Congresos  Internacionales  de Piano organizados por la UnCuyo y la Universidad Nacional del Arte en Bs.As. 
En  2010  hizo  varios  recitales como Homenaje a F. Chopin, presentando sus Baladas, Polonesas y el Concierto con Orquesta en Mi menor.
Con repertorio europeo y argentino, grabó  cuatro  discos solistas presentados  y  difundidos  en  Argentina  y  Canadá; también en Italia y Croacia,  donde en 2014, realizó clases magistrales y una serie de conciertos.
Se destacan el registro de las Cuatro Baladas, Andante Spianato y Gran Polonesa Brillante Op.  22  de Chopin, la Sonata en Si m de Liszt, 6 Piezas  Op.118 de Brahms, Carnaval  de Schumann y  obras de  los compositores  argentinos  Alberto Williams y Carlos Guastavino. 
En música de cámara, desde 2012 a 2018 ha formado un dúo con  el violinista Alejandro Schaikis de la Orq. Sinfónica Nacional. Juntos ofrecieron conciertos y clases por toda Argentina y Brasil.  También hicieron grabaciones  de repertorio argentino y Sonatas  de Mozart, Brahms, Franck,  Elgar y Fauré. 
Paralelamente a  su actividad  pianística,  Mónica se  dedica a  la  enseñanza con gran pasión. Desde 1991 es profesora en el Conservatorio Julián Aguirre en las cátedras de Piano y Lenguaje Musical.Realizó Clases de piano y música de cámara invitada por innumerables instituciones educativas de Argentina, Brasil, Italia y Croacia. En Buenos Aires, se destaca el Curso intensivo de interpretación musical que llevó a cabo en  el IUNA sobre obras de Chopin y Schumann conmemorando los bicentenarios de sus nacimientos en 2010.
En 2019,  invitada  por Mirian Conti de Juilliard School, participó del encuentro Piano Solo Internacional  junto a maestros de Argentina, China, Estados Unidos y Rusia. A su vez, publicó artículos y ha ha realizado conferencias en el país y el exterior sobre su trabajo Aspectos corporales, auditivos y emocionales en la interpretación musical. 
En 2020 escribió un LIBRO al respecto, disponible gratuitamente través de su página web, al que han accedido músicos de distintas partes de Latinoamérica y España. En 2021, presentó su versión en inglés en el Congreso NCKP 2021 del Frances Clark Center for Keyboard Pedagogy, lo que llevó a que este trabajo se difundiera hacia nuevos horizontes.
En septiembre y noviembre participó respectivamente de dos nuevos eventos: el VI Encuentro de Pianistas Costa Rica 2021, y el 6.º Encontro Internacional sobre Pedagogía do Piano (UFSM).
En 2022 realizó un Webinar en línea: Técnica pianística desde el Nivel Inicial al Superior sobre repertorio de compositores argentinos", idea a partir de la cual en 2023 está publicando un Trabajo Pedagógico integral en su canal de YouTube a través de trece videos semanales.

## Premios, menciones y reconocimientos
- Mención Especial en el 2.º. Concurso Internacional de Piano organizado por el 2.º. Festival Internacional de Música de Buenos Aires 1997 con conciertos en la Universidad Católica Argentina y el Salón Dorado del Teatro Colón.
- Primer Premio en el Concurso organizado por la Asociación italiana “Insieme per la Música” en colaboración con el Conservatorio Nacional “Carlos López Buchardo”, ganando en 1997, una beca de estudios en Cerdeña, Italia, donde realizó perfeccionamiento pianístico y una serie de conciertos.
- Mención Especial en el VIII Concurso Nacional de Piano 1997 de la ciudad de Necochea.
- Mención Especial en el Primer Concurso de Piano y Beca Internacional 1998 organizado por “El Sonido y el Tiempo”.
- Segundo Premio en el IX Concurso Nacional 1998 “Homenaje al compositor argentino Alberto Williams”.
- Documental MONICA ZUBCZUK, Pasión por la música. Amor por su enseñanza. Un homenaje a su labor como pianista y docente. Mabel Teira, Cine Le prince, 2014.[2]

## Carrera profesional
En su trayectoria como pianista, dio conciertos como solista y junto a orquestas en numerosas salas del país y el exterior. Interpretó un Ciclo de conciertos de Mozart, el 1.er Concierto de Franz Liszt y el 1.er Concierto de Frédéric Chopin. Como solista, en Buenos Aires se destacan los recitales en el Teatro Colón, el Teatro Gral. San Martín, el Teatro La Scala de San Telmo, la Biblioteca Nacional de la República Argentina, la Universidad Católica, el Museo Nacional de Bellas Artes, la Casa y el Museo Isaac Fernández Blanco,  entre otros.
También, participó del Ciclo de Jóvenes valores organizado por Intérpretes Clásicos Argentinos, el Ciclo de Jóvenes Talentos, el 2.º y el 3r. Festival Internacional de Música de Buenos Aires, el Festival Martha Argerich 2002, el 1.er Congreso Latinoamericano de Piano 2010 UnCuyo, el 3r. Festival nacional de Pianistas 2011, el Congreso Internacional de Piano 2014 del DAMus. 
En Cerdeña, Italia, dio recitales en Auditorios de las ciudades de Golfo Aranci, La Maddalena, Nuoro y en Sassari, donde invitada especialmente al Conservatorio de Música Luigi Cánepa, donde dio un concierto y una conferencia.
En Dubrovnik, Croacia, dio recitales dentro del Ciclo de Conciertos de verano 2014 destacándose el Sponza Palace.
En Música de Cámara, actuó como solista e integrante de la orquesta barroca “Capella Instrumentalis” tocando el clavicémbalo, también integró el dúo “In Tempo” con flauta. Actualmente y desde 2012, integra un dúo con el violinista de la Orquesta Sinfónica Nacional Alejandro Schaikis, con conciertos en Buenos Aires y Brasil.
En el año 2010, organizó un Festival de Música Argentina con la participación de más de trescientos intérpretes de música clásica, contemporánea, folklore y tango. También organizó un Festival Chopin - Schumann por los bicentenarios de sus nacimientos, interpretando de Chopin su primer Concierto para piano y orquesta y sus cuatro Baladas, programa que presentó nuevamente en el Teatro Colón de Mar del Plata al año siguiente.
En 2011 organizó un nuevo Festival de Música en Homenaje a los 60 años del Conservatorio Julián Aguirre, celebración sin precedentes que en una convocatoria abierta, sumó la presencia de cientos de prestigiosos artistas del país y del exterior.
En 2012 organizó un cuarto Festival Homenaje al compositor argentino Carlos Guastavino. A lo largo de toda una semana, los conciertos contaron con la participación de músicos de Buenos Aires, Santa Fe, Mar del Plata, Córdoba y Jujuy, cerrando con la participación especial de Carlos Vilo. 
Ha realizado clases magistrales y también conferencias sobre su trabajo "Aspectos corporales, auditivos y emocionales en la interpretación pianística" en distintos ámbitos educativos de Argentina, Brasil, Italia y Croacia. Se destacan: el Instituto Universitario Nacional del Arte, el Congreso Latinoamericano de Piano 2010 (UNCuyo),  el Conservatorio Manuel de Falla, los Conservatorios Provinciales Luis Gianneo de Mar del Plata, Alberto Williams de Chivilcoy, Julián Aguirre de Bánfield, el Primer Simposio de Intercambio y Fortalecimiento en las Prácticas Musicales, el Tercer Festival Nacional de Pianistas de Mar del Plata 2011, el Conservatorio Luigi Cánepa de Sassari en Cerdeña, Italia entre otros.

## Discografía
- Mónica Zubczuk piano, año 1999. Concierto en vivo.

Obras de Bach: Concierto italiano; Mozart: Sonata en fa mayor K. 332; Brahms: Intermezzos Op. 118 y Williams: Suite Op. 32 "En la Sierra"
- Mónica Zubczuk piano, año 2001. Concierto en vivo.

Obras de Bach: Tocata en re menor; Beethoven: Sonata Op. 81 "Los Adioses"; Liszt: Estudios Trascendentales y Guastavino: Sonatina en Sol menor.
- Mónica Zubczuk piano, año 2007. Grabado en los estudios de Jorge Rapp.

Obras de Beethoven: 32 Variaciones sobre un tema original en Do menor, Chopin: Andante Spianato y Gran Polonesa Brillante Op. 22, Liszt: Sonata en si menor.
- Mónica Zubczuk piano, año 2012. Grabado por Sys Estudio Sánchez - Schedden.

Homenaje a Fréderic Chopin: Gran Polonesa y Versión integral de las Baladas.
Estas grabaciones fueron presentadas y son difundidas en radios de Argentina, Italia y Canadá. En Argentina, se destacan Clásica Nacional, Radio Amadeus y Cultura Musical

## Publicaciones
Aspectos corporales, auditivos y emocionales en la interpretación musical